# Arkadiusz Woźniak
Arkadiusz Woźniak (ur. 1 czerwca 1990 w Lubinie) – polski piłkarz występujący na pozycji napastnika w polskim klubie Zagłębie Lubin.

## Kariera klubowa
Woźniak jest wychowankiem Zagłębia Lubin. Początkowo występował w zespołach juniorskich i drużynie rezerw Zagłębia. Rundę jesienną sezonu 2009/10 spędził jeszcze jako zawodnik drużyny Młodej Ekstraklasy, jednakże w rundzie rewanżowej został włączony do kadry pierwszego zespołu. 14 marca 2010 roku w spotkaniu z Arką Gdynia zadebiutował w Ekstraklasie. 28 sierpnia 2010 roku podczas meczu z Arką zdobył swoją pierwszą bramkę na boiskach Ekstraklasy. 25 lutego 2014 roku został do końca sezonu 2013/14 wypożyczony do Górnika Łęczna.

## Kariera reprezentacyjna
Na początku września 2010 roku Woźniak został dodatkowo powołany przez Stefana Majewskiego do kadry do lat 23 na spotkanie towarzyskie z reprezentacją Iranu. 4 września 2010 roku w spotkaniu z Iranem Woźniak zadebiutował w reprezentacji U-23. 16 września 2010 roku Woźniak ponownie otrzymał powołanie do zespołu do lat 23. 16 grudnia 2011 roku Woźniak zadebiutował w reprezentacji Polski podczas spotkania towarzyskiego z Bośnią i Hercegowiną.

## Statystyki kariery
Aktualne na 31 sierpnia 2019
| Klub                 | Sezon              | Liga               | Liga  | Liga   | Puchar Polski | Puchar Polski | Europa | Europa | Suma  | Suma   |
| Klub                 | Sezon              | Liga               | Mecze | Bramki | Mecze         | Bramki        | Mecze  | Bramki | Mecze | Bramki |
| -------------------- | ------------------ | ------------------ | ----- | ------ | ------------- | ------------- | ------ | ------ | ----- | ------ |
| Zagłębie Lubin       | 2009/10            | Ekstraklasa        | 2     | 0      | 0             | 0             | –      | –      | 2     | 0      |
| Zagłębie Lubin       | 2010/11            | Ekstraklasa        | 20    | 2      | 0             | 0             | –      | –      | 20    | 2      |
| Zagłębie Lubin       | 2011/12            | Ekstraklasa        | 20    | 5      | 1             | 1             | –      | –      | 21    | 6      |
| Zagłębie Lubin       | 2012/13            | Ekstraklasa        | 22    | 3      | 2             | 1             | –      | –      | 24    | 4      |
| Zagłębie Lubin       | 2013/14 (j.)       | Ekstraklasa        | 15    | 0      | 2             | 0             | –      | –      | 17    | 0      |
| Górnik Łęczna (wyp.) | 2013/14 (w.)       | I liga             | 15    | 5      | 0             | 0             | –      | –      | 15    | 5      |
| Zagłębie Lubin       | 2014/15            | I liga             | 33    | 9      | 1             | 0             | –      | –      | 34    | 9      |
| Zagłębie Lubin       | 2015/16            | Ekstraklasa        | 30    | 5      | 3             | 0             | –      | –      | 33    | 5      |
| Zagłębie Lubin       | 2016/17            | Ekstraklasa        | 32    | 9      | 0             | 0             | 5      | 0      | 37    | 9      |
| Zagłębie Lubin       | 2017/18            | Ekstraklasa        | 28    | 0      | 4             | 0             | –      | –      | 32    | 0      |
| GKS Katowice         | 2018/19            | I liga             | 27    | 2      | 1             | 0             | –      | –      | 28    | 2      |
| GKS Katowice         | 2019/20            | II liga            | 30    | 7      | 2             | 0             | –      | –      | 6     | 1      |
| Ogólnie w karierze   | Ogólnie w karierze | Ogólnie w karierze | 250   | 42     | 14            | 2             | 5      | 0      | 269   | 43     |

## Statystyki kariery reprezentacyjnej
| #  | Data            | Reprezentacja | Miejsce         | Przeciwnik           | Rezultat | Gole | Rozgrywki       |
| -- | --------------- | ------------- | --------------- | -------------------- | -------- | ---- | --------------- |
| 1. | 16 grudnia 2011 | A             | Antalya, Turcja | Bośnia i Hercegowina | 1:0      |      | Mecz towarzyski |